# سیارک ۵۳۰۴
سیارک ۵۳۰۴ (به انگلیسی: 5304 Bazhenov، نامگذاری:1978TA7) پنج هزار و سیصد و چهارمین سیارک کشف شده‌است که در ۲ اکتبر ۱۹۷۸ کشف شد.
قدر مطلق سیارک برابر ۱۲٫۰۰ است.